# کیمورا لی سیمونز
کیمورا لی سیمونز (انگلیسی: Kimora Lee Simmons؛ زادهٔ ۴ مهٔ ۱۹۷۵) یک هنرپیشه و مانکن اهل ایالات متحده آمریکا است.
او در فیلم سالن زیبایی بازی کرده‌است.